# Tim Vantol
Tim Vantol (né le 8 mars 1985 à Amsterdam) est un musicien acoustique et auteur-compositeur-interprète néerlandais de punk rock et folk.

## Biographie
À l'âge de 15 ou 16 ans, Vantol commence à jouer de la guitare, que sa mère lui avait donnée parce qu'elle ne savait pas y jouer. Avec un ami qui vivait dans la même rue et dont le frère était guitariste, il apprend à jouer. En 2009, il sort son premier album solo, intitulé Road Sweet Road, sur les labels The Greatest Records en Suède et Road Sweet Road Records en Suisse, pour être ensuite publié sur son propre label Eminorseven. Pour getaddicted.org, « Road Sweet Road de Tim Vantol des Pays-Bas sonne comme le mélange de chanteur/compositeur storyteller de Frank Turner, Chuck Ragan et Tom Gabel [Laura Jane Grace] (Against Me) ».
En décembre 2010, Vantol intègre brièvement le groupe néerlandais de punk rock Antillectual, dans lequel il officie en tant que bassiste jusqu'en juillet 2011. Toujours en 2011, il fait une tournée solo de quelques semaines en Russie. En 2013, il donne plus de 150 concerts dans toute l'Europe.
En 2014, son album If We Go Down, We Will Go Together sort sur Uncle M Records. biotechpunk.de déclare que « sur son album, Tim Vantol parvient à partager ses chansons de manière très convaincante, et ce avec un minimum de moyens. » dasmusslauter.de décrit que « pour reprendre l'esprit de cet album : 'Dieu merci, il a essayé : ça valait le coup !' ».
En 2017, il publie son troisième album studio, Burning Desires, sur son label Eminorseven et chez Rough Trade, qui attire également l'intérêt de la presse spécialisée,. Après un album live, simplement intitulé Live, sorti en 2019, Tim Vantol sort son quatrième album studio, Better Days, en 2020, et atteint la 32e place des classements allemands. Deux ans plus tard, en 2022, il reprend ce même album en version acoustique.

## Influences
L'influence de Tim Vantol est Chuck Ragan, avec lequel il a fait une tournée du début au milieu de l'année 2014, ainsi que début 2015 en première partie.

## Discographie
- 2011 : Road Sweet Road
- 2014 : If We Go Down, We Will Go Together
- 2017 : Burning Desires
- 2019 : Live (album live)
- 2020 : Better Days (32e place des classements allemands[15])
- 2022 : Better Days Acoustic